# 韋傑尼湖

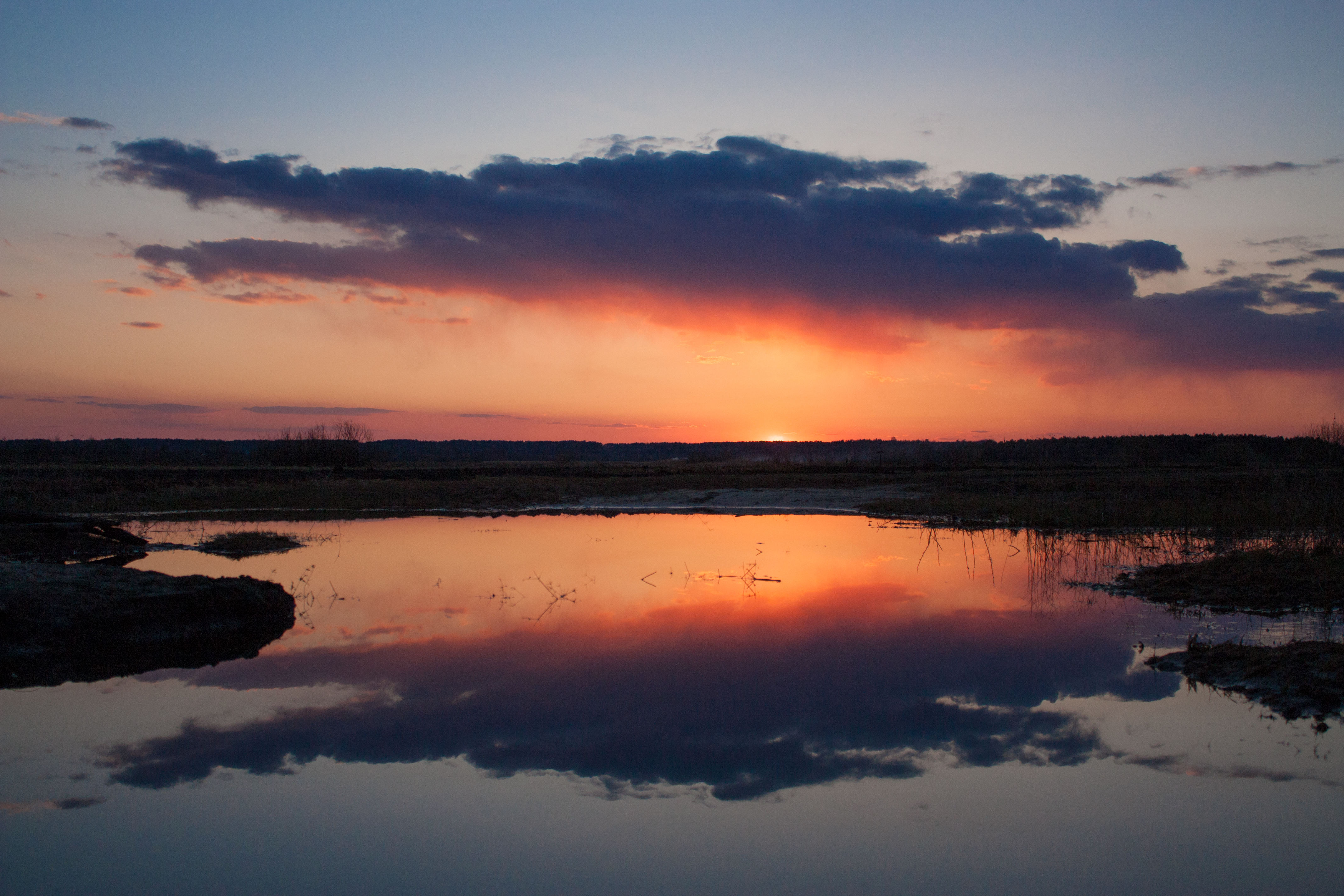

韋傑尼湖（烏克蘭語：Вадень），是烏克蘭的湖泊，位於該國北部切爾尼戈夫州，處於傑斯納河右岸，毗鄰諾夫哥羅德-謝韋爾斯基，長2公里、寬0.7公里，面積1.26平方公里，最大水深6米。